# Saint-Éloi (Nièvre)
Saint-Éloi is een gemeente in het Franse departement Nièvre (regio Bourgogne-Franche-Comté). De plaats maakt deel uit van het arrondissement Nevers. Saint-Éloi telde op 1 januari 2022 2.220 inwoners.

## Geografie
De oppervlakte van Saint-Éloi bedroeg op 1 januari 2022 16,45 vierkante kilometer; de bevolkingsdichtheid was toen 135 inwoners per km².

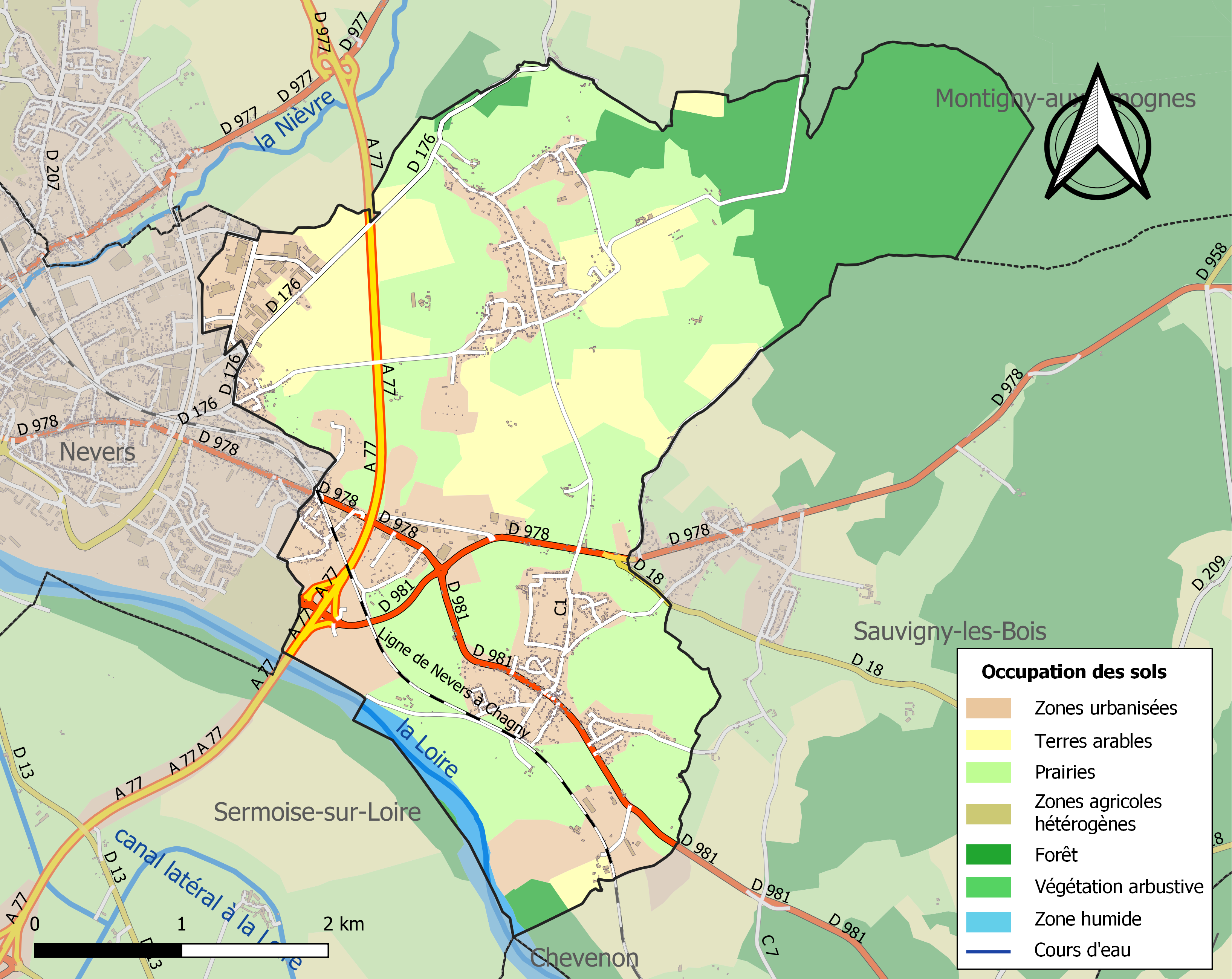
Kaart van de gemeente met de belangrijkste infrastructuur, bodemgebruik en omliggende gemeenten

## Demografie
Onderstaande figuur toont het verloop van het inwonertal (bron: INSEE-tellingen).